# ОШ „Олга Петров Радишић” Вршац
ОШ „Олга Петров Радишић” једна је од основних школа у Вршцу. Налази се у улици Вука Караџића 8. Назив је добила по Олги Петров Радишић, учитељици, учесници Народноослободилачке борбе и народном хероју Југославије.

## Историјат
Основна школа „Олга Петров Радишић” се налази у згради познатој као „прво школско здање на спрат” изграђено током 1814. и 1815. године за потребе школовања тада 405 немачке деце. Касније, у складу са потребама, образују се ученици млађих узраста, једно време је ту смештена Учитељска школа и средња економска. Основна школа „Олга Петров Радишић” је основана 15. јуна 1955. решењем Секретаријата за опште послове НОО Вршац. Радила је у почетку у улици Жарка Зрењанина 18 и Стеријиној 107. Прва седница наставничког савета је одржана 2. септембра 1955. када је, на предлог учитељице Милене Бошковић, школа добила назив „Олга Петров Радишић”. Тада су имали дванаест одељења нижих разреда, настава се одвијала у две смене пошто су коришћене просторије заједно са гимназијом на румунском језику. Лета 1956. је расформирана Румунска гимназија и нижи разреди су припојени основној школи па је тако прерасла у осмољетку, садржали су деветнаест одељења са 485 ученика. Лета 1957. је дошло до спајања основне школе „Олга Петров Радишић” и вежбаонице Учитељске школе, тада су имали тридесет и пет одељења са укупно 1023 ученика. На основу одлуке Владе Републике Србије 022-2971/95 објављене у Службеном гласнику 49/95 и одлуке школског одбора из матичне школе се издвојила Основна школа „Младост” са двадесет и четири одељења од првог до осмог разреда. Године 1996. је Основна школа „Олга Петров Радишић” бројала преко деветсто ученика распоређених у четрдесет и два одељења. У матичној школи са седиштем у Вршцу ради тридесет и пет одељења, а у Стражи, Месићу, Јабланки и Сочицу седам комбинованих одељења од првог до четвртог разреда. Настава се изводи на српком и румунском језику и једина је двојезична школа у граду. Школске 2005—2006. године је прославила свој јубилеј, педесет година рада. Данас има 428 предшколаца у издвојеном одељењу у Стражи. У матичној школи са седиштем у Вршцу ради двадесет и два одељења, а у насељеним местима Стража, Месић, Јабланка и Сочица шест комбинованих одељења од првог до четвртог разреда. Имају седамдесет и седам запослених од чега је највећи број наставника предметне и разредне наставе, секретара, рачуновођу, административног радника и једанаест помоћних радника.

## Догађаји
Догађаји Основне школе „Олга Петров Радишић”:
- Савиндан
- Дан школа
- Дани отворених врата
- Дан румунског језика
- Дан румунске културе
- Дан заштите животне средине
- Дан планете Земље
- Дан безбедног интернета
- Европски дан језика
- Међународни дан жена
- Међународни дан матерњег језика
- Међународни дан писмености
- Међународни дан књиге за децу
- Међународни дан толеранције
- Светски дан учитеља
- Светски дан науке
- Светски дан заштите животне средине
- Светски дан за културну разноликост, дијалог и развој
- Светски дан књиге и ауторских права
- Дечја недеља
- Змајеве дечије игре
- Фестивал „Деца композитори”
- Фестивалу дечијег позоришта
- Дечји фестивал пролећа
- Дечји фестивал позоришта
- Сајам професионалне оријентације
- Ноћ музеја
- Пројекат „Европска недеља спорта”
- Пројекат „Здраво Растимо”
- Пројекат „Зимске радости”
- Пројекат „Школа за 21. век”
- Пројекат „За чистије и зеленије школе Војводине”
- Пројекат „2000 Електронских учионица”